# Sam Lundholm
Sam Lundholm (Danderyd, 1 juli 1994) is een Zweeds profvoetballer die doorgaans als middenvelder speelt. 

## Clubcarrière
Lundholm stroomde in 2013 door vanuit de jeugd van AIK Fotboll. Hij speelde de volgende drie seizoenen met het eerste team hiervan in de Allsvenskan. Hij maakte in 2014 zijn eerste competitiedoelpunt voor de club. Ook debuteerde hij daarvoor in het seizoen 2014/15 in de UEFA Europa League. Lundholm eindigde in 2013 als nummer twee in de Allsvenskan met AIK. Een jaar later werd hij derde met de club. 
Lundholm tekende in augustus 2015 een contract tot medio 2018 bij N.E.C., dat in het voorgaande seizoen promoveerde naar de Eredivisie. In zijn verbintenis werd een optie voor nog een seizoen opgenomen. Lundholm werd in oktober 2016 teruggezet naar het tweede elftal, wegens een conflict met trainer Peter Hyballa. Door ontevredenheid wilde hij zich daarom in de winter laten verhuren.
Op 26 januari 2017 werd bekend dat Lundholm het seizoen af zou maken bij Randers FC, op dat moment actief in de Superligaen. Hij tekende in juli 2017 een contract voor vier en een half jaar bij IK Sirius FK. Eind 2019 raakte hij geblesseerd en speelde niet meer voor de club voor zijn contract per 2022 ontbonden werd. 

## Clubstatistieken
| Seizoen | Club         | Competitie  | Competitie | Competitie | Beker | Beker | Internationaal | Internationaal | Totaal | Totaal |
| Seizoen | Club         | Competitie  | Wed.       | Dlp.       | Wed.  | Dlp.  | Wed.           | Dlp.           | Wed.   | Dlp.   |
| ------- | ------------ | ----------- | ---------- | ---------- | ----- | ----- | -------------- | -------------- | ------ | ------ |
| 2012/13 | AIK Fotboll  | Allsvenskan | 9          | 0          | 0     | 0     | 0              | 0              | 9      | 0      |
| 2013/14 | AIK Fotboll  | Allsvenskan | 12         | 1          | 4     | 1     | 0              | 0              | 16     | 2      |
| 2014/15 | AIK Fotboll  | Allsvenskan | 13         | 0          | 0     | 0     | 1              | 0              | 14     | 0      |
| 2015/16 | AIK Fotboll  | Allsvenskan | 0          | 0          | 0     | 0     | 2              | 0              | 2      | 0      |
| 2015/16 | N.E.C.       | Eredivisie  | 9          | 0          | 2     | 0     | 0              | 0              | 11     | 0      |
| 2016/17 | N.E.C.       | Eredivisie  | 4          | 0          | 0     | 0     | 0              | 0              | 4      | 0      |
| 2017    | → Randers FC | Superligaen | 1          | 0          | 0     | 0     | 0              | 0              | 1      | 0      |
| 2018    | IK Sirius FK | Allsvenskan | 24         | 4          | 4     | 0     | 0              | 0              | 28     | 4      |
| 2019    | IK Sirius FK | Allsvenskan | 26         | 5          | 0     | 0     | 0              | 0              | 26     | 5      |
| 2020    | IK Sirius FK | Allsvenskan | 0          | 0          | 0     | 0     | 0              | 0              | 0      | 0      |
| 2021    | IK Sirius FK | Allsvenskan | 0          | 0          | 0     | 0     | 0              | 0              | 0      | 0      |
| Totaal  |              |             | 98         | 10         | 10    | 1     | 3              | 0              | 111    | 11     |

Laatst bijgewerkt op 29 augustus 2017